# Луїз (Техас)
Луїз (англ. Louise) — переписна місцевість (CDP) в США, в окрузі Вартон штату Техас. Населення — 889 осіб (2020).

## Географія
Луїз розташований за координатами 29°6′47″ пн. ш. 96°24′44″ зх. д. / 29.11306° пн. ш. 96.41222° зх. д. (29.113146, -96.412325).  За даними Бюро перепису населення США в 2010 році переписна місцевість мала площу 17,38 км², з яких 17,31 км² — суходіл та 0,07 км² — водойми.

## Демографія
Згідно з переписом 2010 року, у переписній місцевості мешкало 995 осіб у 352 домогосподарствах у складі 260 родин. Густота населення становила 57 осіб/км².  Було 393 помешкання (23/км²).
Расовий склад населення:
| - 75,9 % — білих - 8,7 % — чорних або афроамериканців - 0,4 % — корінних американців - 12,8 % — осіб інших рас |

До двох чи більше рас належало 2,2 %. Частка іспаномовних становила 34,3 % від усіх жителів.
За віковим діапазоном населення розподілялося таким чином: 28,6 % — особи молодші 18 років, 58,9 % — особи у віці 18—64 років, 12,5 % — особи у віці 65 років та старші. Медіана віку мешканця становила 35,7 року. На 100 осіб жіночої статі у переписній місцевості припадало 94,3 чоловіків;  на 100 жінок у віці від 18 років та старших — 92,9 чоловіків також старших 18 років.
Середній дохід на одне домашнє господарство  становив 61 568 доларів США (медіана — 41 250), а середній дохід на одну сім'ю — 91 176 доларів (медіана — 51 944). За межею бідності перебувало 15,9 % осіб, у тому числі 0,0 % дітей у віці до 18 років та 30,9 % осіб у віці 65 років та старших.
Цивільне працевлаштоване населення становило 321 особа. Основні галузі зайнятості: сільське господарство, лісництво, риболовля — 26,5 %, освіта, охорона здоров'я та соціальна допомога — 16,8 %, мистецтво, розваги та відпочинок — 14,0 %.